# Năm Thiên văn Quốc tế
Năm Thiên văn Quốc tế 2009 (tiếng Anh: The International Year of Astronomy 2009 - IYA2009) là một sự kiện toàn cầu được Hiệp hội thiên văn quốc tế phối hợp cùng UNESCO tổ chức. IYA2009 lần này là năm giới thiệu thiên văn toàn cầu kỷ niệm 400 năm ngày Galileo Galilei sử dụng kính thiên văn quan sát bầu trời lần đầu tiên, nhằm mục đích khuyến khích mọi người trên toàn thế giới, các nhà khoa học, giới thiệu thiên văn đặc biệt là giới trẻ tìm hiểu về các vấn đề xung quanh chủ đề "Khám phá vũ trụ". Các hoạt động và các sự kiện nhằm hưởng ứng năm thiên văn được giới thiên văn rất coi trọng và phổ biến tại tất cả các quốc gia trên toàn thế giới. Năm Thiên văn Quốc tế 2009 được tổ chức chính tại Paris vào ngày 15-16 tháng 1 năm 2009.
Các hoạt động hưởng ứng năm thiên văn thế giới diễn ra ở quy định mô địa phương, khu vực, quốc gia và quốc tế. Tại các quốc gia tham gia năm thiên văn thì nhà thiên văn chuyên nghiệp và nghiệp dư, các viện khoa học, giáo dục, và truyền thông sẽ phối hợp tổ chức các sự kiện xuyên suốt trong năm. Hiện nay đã có 136 quốc gia tham gia năm thiên văn và dự kiện con số trong thời gian tới là trên 140 quốc gia.

## Nội dung

Đồng xu kỷ niệm về Năm Thiên văn Quốc tế.

1. Các mục tiêu năm thiên văn thế giới là:
- Tăng cường nhận thức khoa học của mọi người.
- Thức đẩy việc cập nhật những kiến thức mới và những kinh nghiệm quan sát thực tiễn.
- Hỗ trợ cộng đồng thiên văn ở các nước đang phát triển.
- Hỗ trợ và cải thiện giáo dục khoa học chuyên và không chuyên.
- Cung cấp một hình ảnh hiện đại về khoa học và các nhà khoa học.
- Tạo điều kiện thuận lợi phát triển thêm mạng lước mới đồng thời củng cố hệ thống mạng lưới hiện có.
- Cải thiện sự cân bằng giới tính của đại diện các nhà khoa học ở tất cả các cấp.
- Tạo điều kiện thuận lợi để bảo tồn văn hóa thế giới và di sản thiên nhiên của bầu trời đêm ở các nơi đô thị, vườn quốc gia và các địa điểm phục vụ cho ngành thiên văn.

2. Các chương trình chính của IYA2009
- 100 giờ Thiên văn học: một sự kiện được chuẩn bị trong 400 năm.
- Galileoscope: hàng triệu cái nhìn vào bầu trời.
- Nhật ký vũ trụ: cuộc đời của một nhà thiên văn học.
- Cánh cổng dẫn vào Vũ trụ: một Vụ trụ mở cho những điều kỳ thú.
- Cô ấy là một nhà thiên văn học: phá vỡ những quan niệm sai lầm[2].
- Nhận thức về bầu trời đêm: hãy nhìn vào bóng tối.
- Thiên văn học và di sản thế giới IAU/UNESCO: kho báu của vũ trụ.
- Chương trình đạo tạo giáo viên Galileo.
- Nhận thức về Vũ trụ: một vị trí trong Vũ trụ.
- Từ Trái Đất đến Vũ trụ: vẻ đẹp của khoa học.
- Phát triển thiên văn học trên toàn cầu: thiên văn học cho tất cả mọi người.

## Năm Thiên văn Quốc tế 2009 tại Việt Nam
1. Các hoạt động của Hội thiên văn nghiệp dư Hà Nội (HAS) tổ chức để hưởng ứng IYA2009
Hội thiên văn nghiệp dư Hà Nội là tổ chức phi lợi nhuận, tự nguyện của những người yêu thiên văn tại Hà Nội nói riên và mở rộng ra phạm vi cả nước được thành lập nhằm:
- Tạo ra một nơi gặp gỡ giao lưu của những người yêu thiên văn để cùng học hỏi, trao đổi kiến thức, tài liệu và kinh nghiệm trong lĩnh vực thiên văn học tại Hà Nội.
- Phổ biến kiến thức và tình yêu với môn thiên văn học trong mọi giới, đặc biệt là giới trẻ, HS, SV. Góp phần xây dựng nền tảng kiến thức về thiên văn học trong hệ thống giáo dục ở Việt Nam.
- Mở rộng quan hệ hợp tác, học hỏi, giao lưu với các tổ chức thiên văn trong và ngoài nước để góp phần xây dựng và mở rộng cộng đồng yêu thiên văn ở Việt Nam cũng như giới thiệu hình ảnh của cộng đồng yêu thiên văn Việt Nam với bạn bè thế giới.

Để hưởng ứng năm thiên văn quốc tế 2009 tại Việt Nam, "Hội thiên văn nghiệp dư Hà Nội" (HAS) kết hợp với phòng nghiên cứu không gian FSpace và Đại học FPT tổ chức chương trình kỉ niệm tuần lễ thiên văn để đưa các bạn trẻ đến gần với thiên văn học, kết nối đam mê vũ trụ của những con người có chung đam mê khám phá vũ trụ.
2. Các hoạt động của Trường PTTH Chuyên Lê Hồng Phong đã tổ chức để hưởng ứng IYA2009
Trường PTTH chuyên Lê Hồng Phong, TP.HCM là trường trung học phổ thông đầu tiên đưa môn thiên văn học vào chương trình giảng dạy cho các học sinh chuyên lý.
Trong thời gian vừa qua, ngoài việc giảng dạy lý thuyết tại trường, các bạn học sinh chuyên lý trường Lê Hồng Phong còn tiến hành thực hành những kiến thức mình đã học qua việc quan sát thực tiễn vào ngày 03/2009.
Ngày 04/04/2009, Tổ vật lý trường PTTH Chuyên Lê Hồng Phong phối hợp cùng CLB Thiên văn nghiệp dư TP.HCM tổ chức buổi quan sát "Đêm thiên văn" để hưởng ứng chương trình "100 giờ cho thiên văn học" (100 hours of astronomy) của IYA2009.
3. Các hoạt động của CLB Thiên văn nghiệp dư TP.HCM HAAC tổ chức để hưởng ứng IYA2009
Câu lạc bộ thiên văn nghiệp dư TP.HCM là tổ chức phi lợi nhuận, tự nguyện của những người yêu thiên văn tại TP.HCM nói riên và mở rộng ra phạm vi cả nước được thành lập nhằm:
- Tạo ra một nơi gặp gỡ giao lưu của những người yêu thiên văn để cùng học hỏi, trao đổi kiến thức, tài liệu và kinh nghiệm trong lĩnh vực thiên văn học tại TP Hồ Chí Minh.
- Phổ biến kiến thức và tình yêu với môn thiên văn học trong mọi giới, đặc biệt là giới trẻ, HS, SV. Góp phần xây dựng nền tảng kiến thức về thiên văn học trong hệ thống giáo dục ở Việt Nam.
- Mở rộng quan hệ hợp tác, học hỏi, giao lưu với các tổ chức thiên văn trong và ngoài nước để góp phần xây dựng và mở rộng cộng đồng yêu thiên văn ở Việt Nam cũng như giới thiệu hình ảnh của cộng đồng yêu thiên văn Việt Nam với bạn bè thế giới.

4. Các hoạt động của CLB Thiên văn học Đà Nẵng - DAC tổ chức để hưởng ứng IYA2009
CLB Thiên văn học Đà Nẵng (tiền thân là CLB Thiên văn Bách khoa – PAC) là tổ chức phi lợi nhuận, tự nguyện của những người yêu thiên văn tại TP. Đà Nẵng nói riêng và mở rộng ra phạm vi cả nước được thành lập nhằm:
- Tạo ra một nơi gặp gỡ giao lưu của những người yêu thiên văn để cùng học hỏi, trao đổi kiến thức, tài liệu và kinh nghiệm, nghiên cứu về Thiên văn học và công nghệ vũ trụ tại Đà Nẵng.
- Phổ biến kiến thức và tình yêu với môn thiên văn học trong mọi giới, đặc biệt là giới trẻ, HS, SV. Góp phần xây dựng nền tảng kiến thức về thiên văn học trong hệ thống giáo dục ở Việt Nam.
- Mở rộng quan hệ hợp tác, học hỏi, giao lưu với các tổ chức thiên văn trong và ngoài nước để góp phần xây dựng và mở rộng cộng đồng yêu thiên văn ở Việt Nam, giao lưu với các CLB Thiên văn học trong nước, cũng như giới thiệu hình ảnh của cộng đồng yêu thiên văn Việt Nam với bạn bè thế giới.

Để hưởng ứng năm thiên văn quốc tế 2009, CLB Thiên văn học Đà Nẵng đã tổ chức các buổi quan sát các hiện tượng thiên văn đặc biệt và tổ chức các buổi quan sát bầu trời cho các bạn yêu thiên văn trong thành phố Đà Nẵng.

## Năm 1609 khởi đầu cho thiên văn
Năm 1609, nhà thiên văn học Galileo Galilei là người đầu tiên dùng chiếc kính thiên văn để quan sát bầu trời đêm và ông phát hiện ra nhiều điều mới lạ về các vì sao. Ông quan sát Mặt Trăng và phát hiện ra núi và một số miệng hố trên Mặt Trăng và ông còn quan sát Thổ tinh và Mộc tinh. Cùng năm đó, Johannes Kepler đã xuất bản cuốn 'Astronomia nova' (Thiên văn học mới) mà ông ta nghiên cứu nhiều năm, trong đó ông miêu tả những định luật sự vận động của các thiên thể. Tính từ năm 2009 trở lại năm 1609 là đúng 400 năm ngày phát hiện một bước ngoặt mới cho ngành thiên văn.